# Fort van Brasschaat
Het Fort van Brasschaat is een fort gelegen in de gemeente Brasschaat. Het maakte deel uit van de Stelling van Antwerpen en wel van de buitenste fortengordel rond de stad Antwerpen.

## Geschiedenis
Tot de bouw van de Stelling van Antwerpen was besloten door de keuze voor Antwerpen als Nationaal Reduit in 1859. Het idee hierachter was dat Antwerpen het meest geschikt was als laatste verschansing tot de hulp van bondgenoten zou kunnen arriveren. Het Nationaal Reduit zou bestaan uit: een belegeringsomwalling, een fortengordel en onderwaterzettingen. De fortengordel zou bestaan uit een achttal Brialmontforten (gebouwd in 1859) in een 18 km lange gordel van Wijnegem tot Hoboken. Na de Frans-Duitse oorlog van 1870 werd aanvankelijk besloten tot de bouw van drie bruggenhoofdforten en vervolgens tot de bouw van een buitenste fortengordel, die op grotere afstand van de stad lag en aangepast was aan modernere wapens. Dit laatste plan werd bekrachtigd per wet van 30 maart 1906. Deze Hoofdweerstandstelling (waartoe het fort van Brasschaat behoorde) omvatte op de rechteroever 16 forten en 10 schansen en op de linkeroever 5 forten en 2 schansen. Na onteigening van de gronden werd het fort gebouwd tussen 1909 en 1912.

## Bewapening

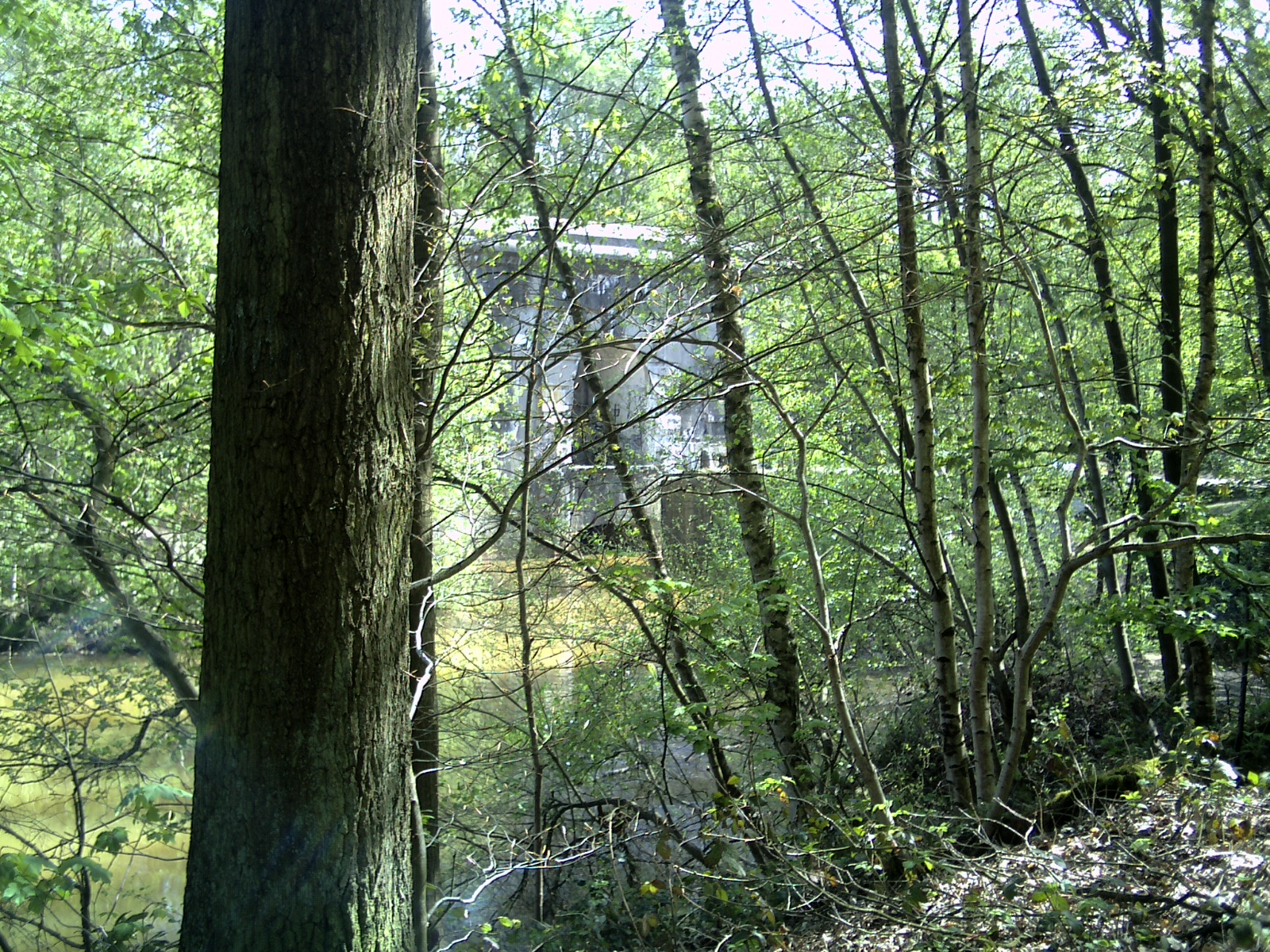
De ingang van het fort.

Het fort van Brasschaat is een zogenaamd tweede orde fort met aangehechte reverscaponnières. Dit betekent dat de grachtverdediging primair geschiedde door vóór het hoofdfront geplaatste geschutstellingen. Deze waren via een betonnen gang met het hoofdfront verbonden. In deze reverscaponnières waren zes snelvuurkanonnen van 5,7 cm op plaataffuit geplaatst en twee onder koepels. De snelvuurkanonnen konden granaten afvuren (met een dracht van 2500 m of kartetsen met een dracht van 300 m). De bewapening van het fort van Brasschaat voor de grote afstand bestond uit één koepel met twee 15 cm kanonnen, twee koepels voor een 12 cm houwitser, vier koepels voor een 7,5 cm kanon. Voor de ondersteuning van het geschut werden twee gepantserde waarnemingsklokken geplaatst. Het 15 cm geschut had een dracht van 8400 m. Naast de grachtverdediging in de reverscaponnières was er een grachtverdediging van vier 5,7 cm snelvuurkanonnen (in de zogenaamde traditore batterij) en een zogenaamd groot-flankement (eveneens in de traditore batterij), dat wil zeggen vuur tussen de forten (vier 7,5 cm en vier 12 cm kanonnen).

## Inzet Eerste Wereldoorlog

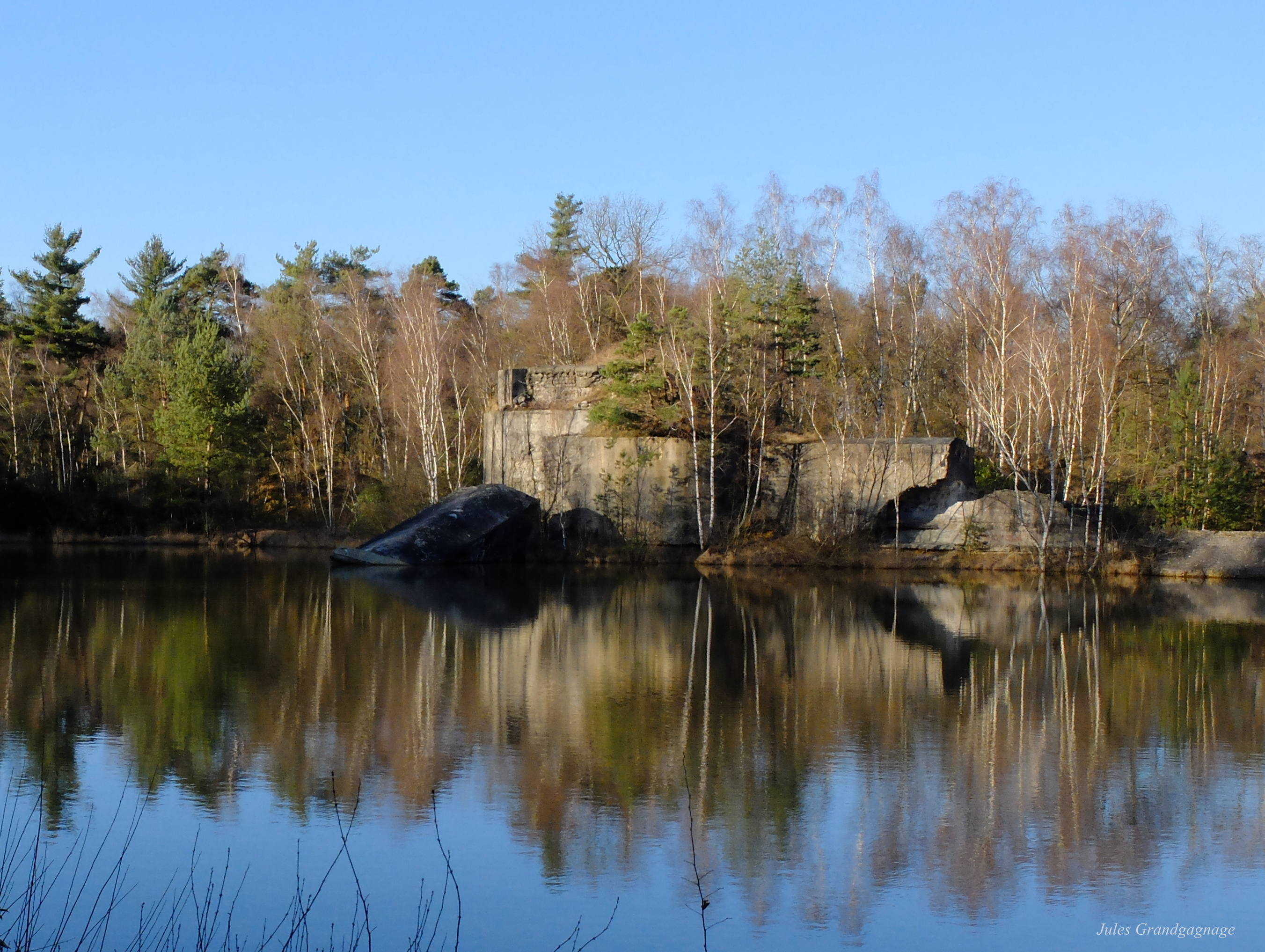
Fort van Brasschaat met de verwoeste linkervleugel

Het fort van Brasschaat telde ca. 330 manschappen. Tijdens de Eerste Wereldoorlog werden er loopgraven gegraven en prikkeldraad gezet.
De betonnen muren en koepels van de fortengordel waren ontworpen om bestand te zijn tegen 28 cm geschut. De Duitsers beschikten echter over zwaarder geschut in de vorm van de Skoda Motor Mörser met 30,5 cm kaliber en de Dikke Bertha met een kaliber van 42 cm. De Duitsers vielen de fortengordel aan de Zuid Oost kant aan. Achtereenvolgens werden de forten Walem, Sint Katelijne Waver, Lier, Koningshooikt en Kessel uitgeschakeld in de periode van 2 tot 9 oktober 1914. Daarmee was de Stelling van Antwerpen onhoudbaar geworden. Het Belgische leger trok zich na de opgave van Antwerpen terug op de IJzerlinie in de Westhoek. In de Eerste Wereldoorlog kwam Fort Brasschaat dus helemaal niet in actie.

## Begin van WO 2 – 1940
Voor de Tweede Wereldoorlog werden er aanpassingswerken uitgevoerd aan het fort. Dit betrof vooral aanpassingen voor het gebruik van mitrailleurs. Hiervoor werden zgn. abri-tourelles en abri élémentaires gebouwd, ronde betonnen koepels, als ondersteuning van de mitrailleurs. Verder werden moderniseringen doorgevoerd als gasdichte lokalen, verbeterde verblijfsruimten en verbeterde communicatie.

## Na de Tweede Wereldoorlog en heden
Eind jaren zeventig heeft het Belgische leger (de genie) getracht het fort te slopen. Daartoe werd getracht het met dynamiet op te blazen. Dat lukte onvoldoende, het bleek een te zware klus voor de genie. De verwoesting van de linkervleugel van het fort is daarvan het gevolg geweest.
Momenteel doet het fort vooral dienst als overwinteringsverblijf voor vleermuizen. In de winters van 2008 en 2009 werden meer dan 800 exemplaren in een zevental soorten geteld, na Fort Oelegem en Fort Steendorp het meeste van de forten gordel.Er zijn er aanzienlijke populaties van Brandts vleermuis en de meervleermuis. Ook groeien er enkele kalkminnende zeldzame planten, zoals de zwartsteelvaren.
Het fort is militair eigendom en niet toegankelijk.